# Eduard van Bennekom
Eduard van Bennekom is een voormalig Nederlands honkballer.
Van Bennekom speelde in het Nederlands honkbalteam tussen 1993 en 1995. In 1994 behaalde hij met het team de tiende plaats tijdens de wereldkampioenschappen en in 1995 won hij met het team de Europese kampioenschappen. Van Bennekom was een rechtshandig werper en kwam uit voor onder meer Robur '58 uit Apeldoorn. In 2010 werkt hij als regiomanager bij de firma Sandd.